# Zuwajtina
Zuwajtina (arab. زُويتينة) – wieś w Syrii, w muhafazie Hims. W 2004 roku liczyła 697 mieszkańców.